# 千葉県道・東京都道・埼玉県道54号松戸草加線

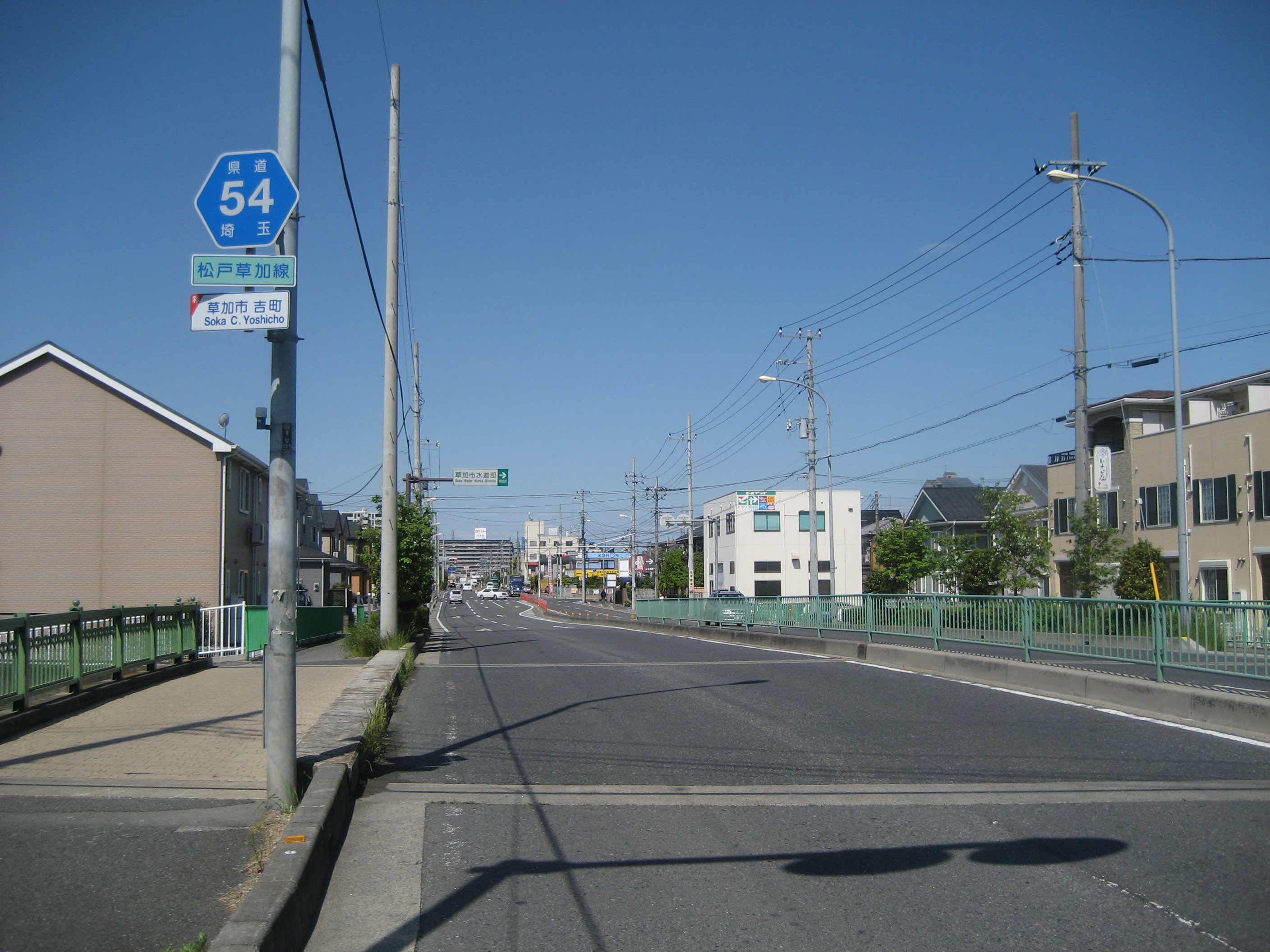
草加市吉町付近

千葉県道・東京都道・埼玉県道54号松戸草加線（ちばけんどう・とうきょうとどう・さいたまけんどう54ごう まつどそうかせん）は、千葉県松戸市から東京都葛飾区を経て、埼玉県草加市に至る、実延長12,516mの都県道（主要地方道）である。

## 概要
埼玉県八潮市内では「都市計画道路草加三郷線」としてバイパス道路の整備が進められており、2022年7月29日に全線開通した。現在は柳之宮橋の架け替え工事が進められており、令和10年完成予定。
東金町五丁目 - 松戸二中前の区間は、1965年（昭和40年）に国道6号金町バイパスが開通するまでは国道6号の一部であった。

### 路線データ
- 起点：千葉県松戸市小山（松戸二中前交差点）
- 終点：埼玉県草加市瀬崎（吉町五丁目交差点）

## 歴史
- 1960年（昭和35年）9月 - 一般県道の再編が行われ、一般県道84号松戸草加線となる[3]。
- 1993年（平成5年）5月11日 - 建設省から、都県道松戸草加線が松戸草加線として主要地方道に指定される[4]。
- 2003年（平成15年）5月1日 - 八潮市木曽根交差点から中央4丁目交差点へ至る区間が八潮市道から当県道に指定される[5]。
- 2010年（平成22年）11月28日 - 新中川橋が開通[6]。
- 2022年（令和4年）7月29日 - 柳之宮橋の架け替え工事に伴い、中央4丁目交差点から柳之宮橋へ至る約350 mの区間が片側1車線で暫定開通。これにより都市計画道路草加三郷線が全線開通[7]。
- 2025年（令和7年）1月28日 - 埼玉県八潮市の中央一丁目交差点において陥没事故が発生し、トラック1台が転落した[8]。（詳細は埼玉県八潮市道路陥没事故を参照）

## 路線状況

### 重複区間
- 千葉県道5号松戸野田線（千葉県松戸市小山・松戸二中前交差点 - 松戸市小山）
- 国道298号（埼玉県三郷市高州二丁目・高州交番前交差点 - 三郷市鷹野三丁目・鷹野小学校前交差点）
- 埼玉県道67号葛飾吉川松伏線（三郷市戸ヶ崎・戸ヶ崎交番北交差点 - 三郷市戸ヶ崎・戸ヶ崎交差点）

### 道路施設
- 小山橋（坂川、千葉県松戸市）
- 葛飾橋（江戸川、千葉県松戸市 - 東京都葛飾区）
- 新中川橋（埼玉県三郷市 - 埼玉県八潮市）
- 潮止橋（埼玉県八潮市）
- 柳之宮橋（埼玉県八潮市）

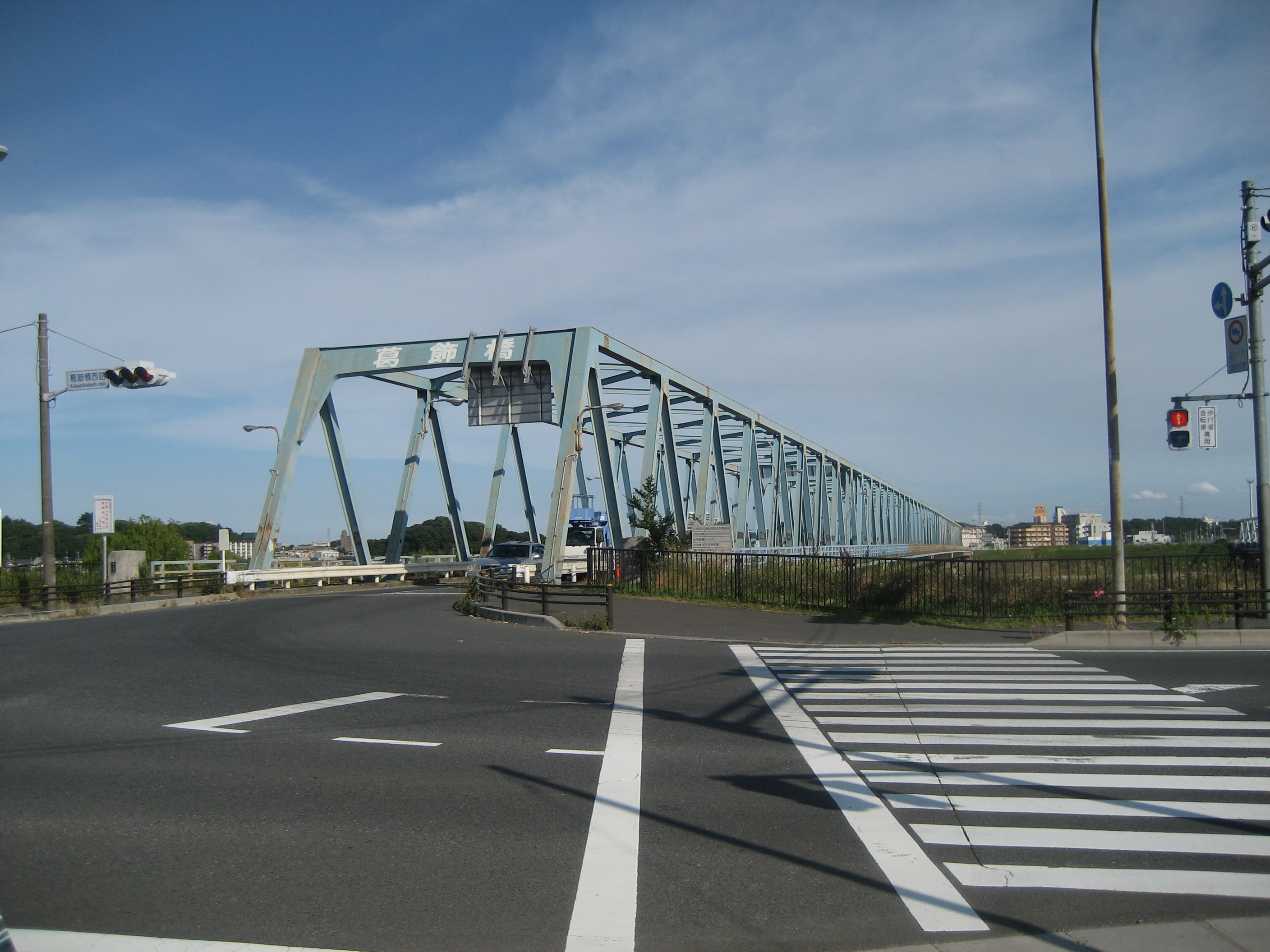
葛飾橋（東京都葛飾区）
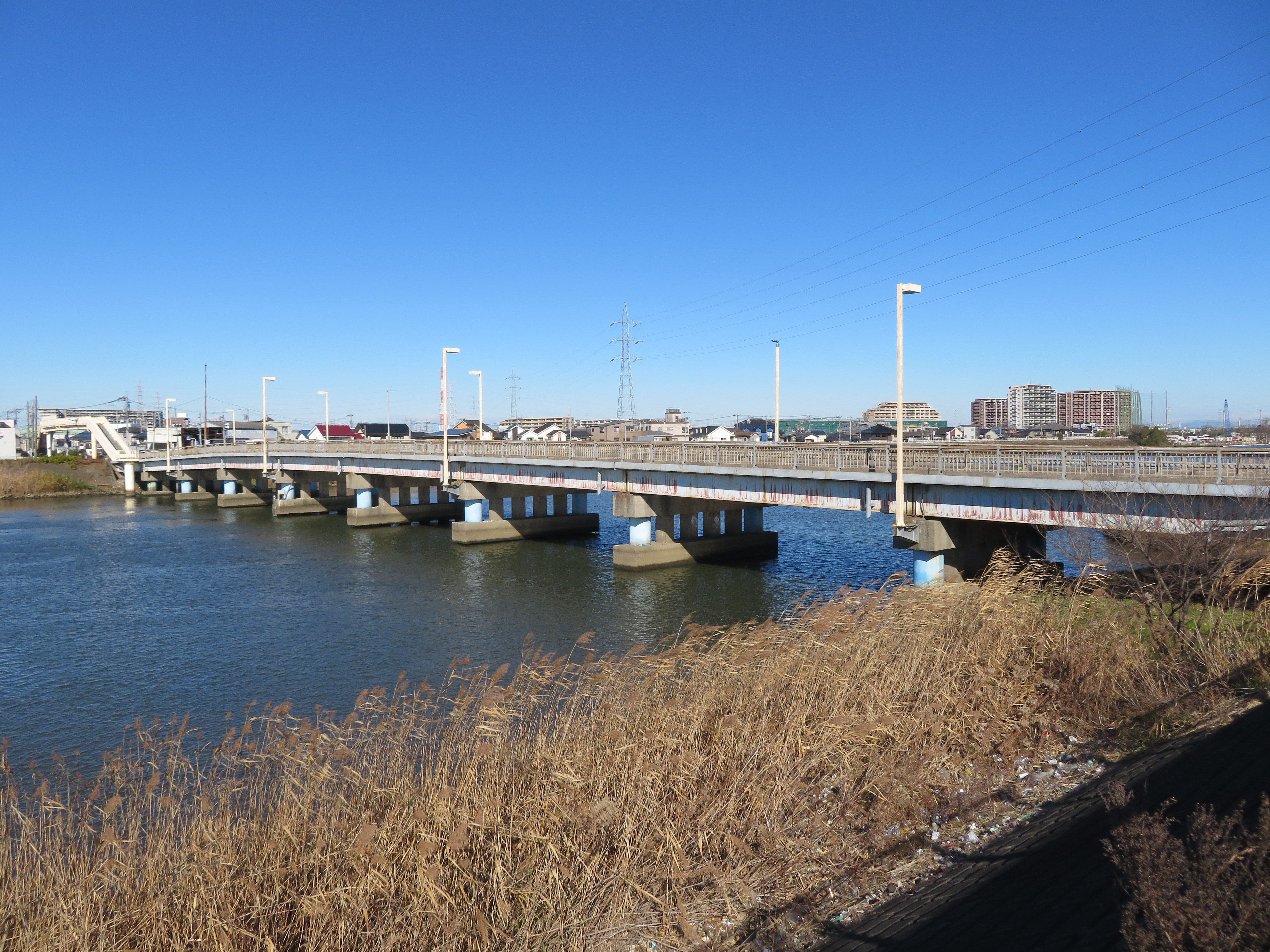
潮止橋（埼玉県八潮市）
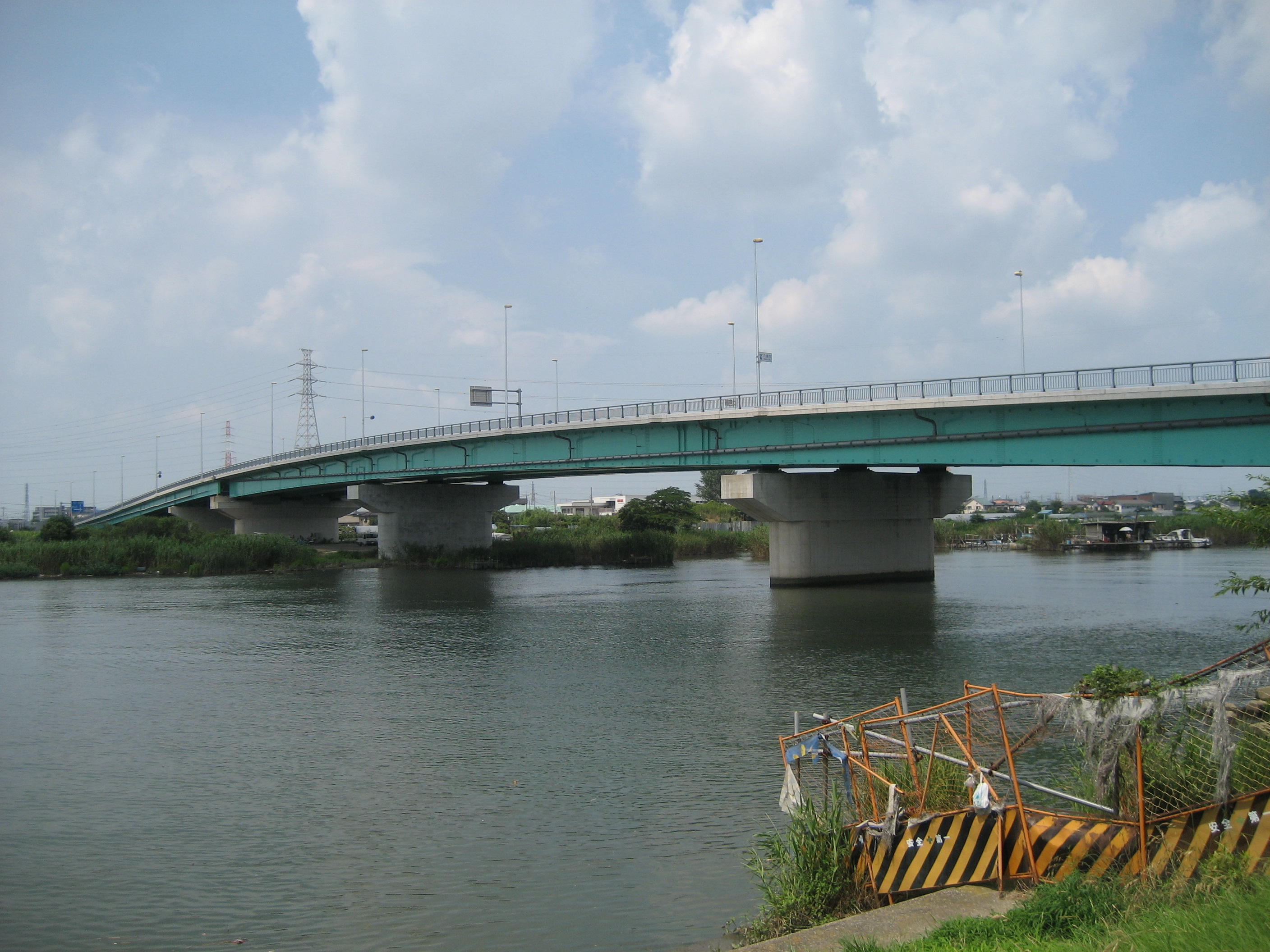
新中川橋（三郷市 - 八潮市）
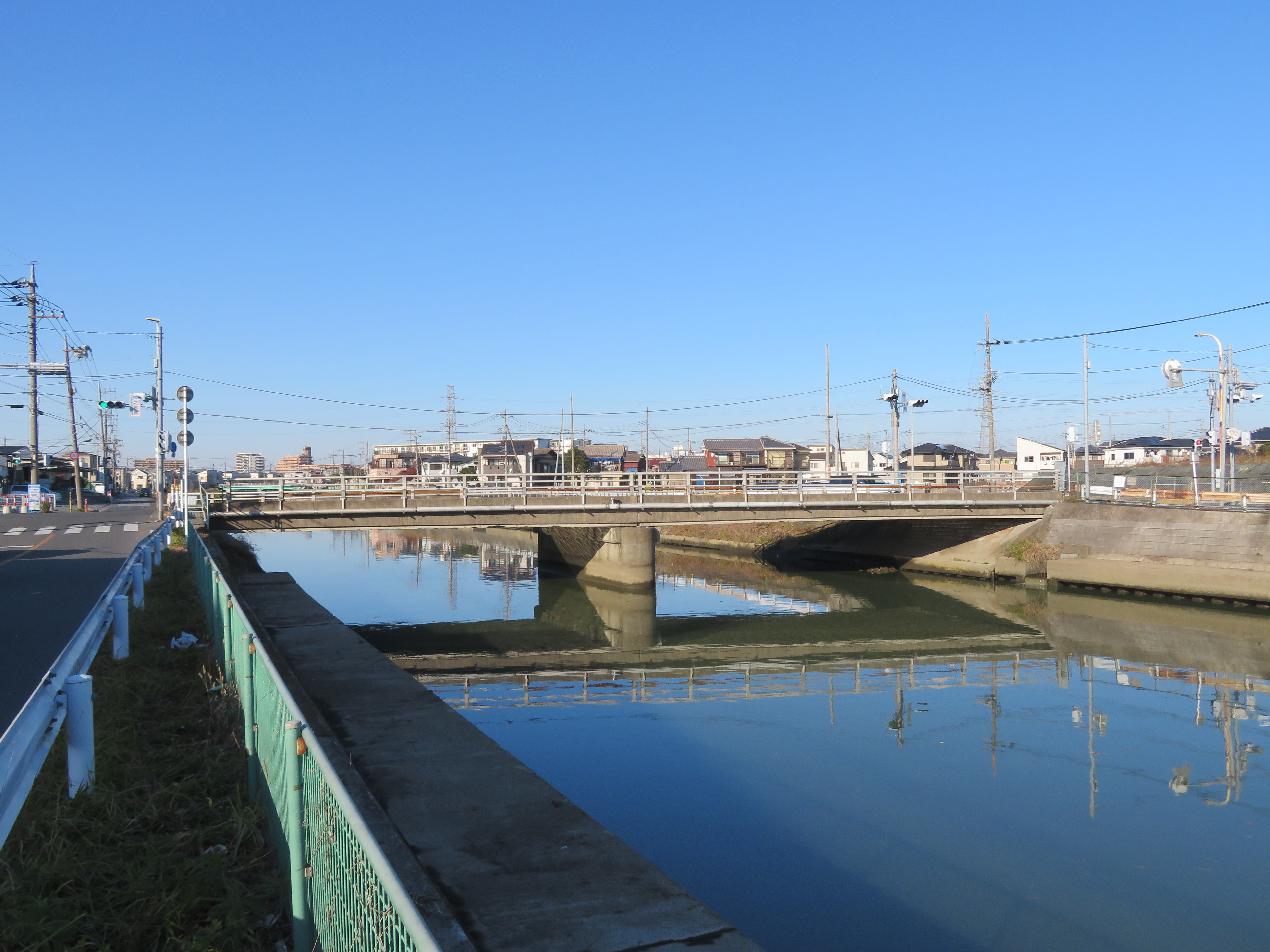
柳之宮橋旧橋（八潮市）

## 地理

### 通過する自治体
- 千葉県
  - 松戸市
- 東京都
  - 葛飾区
- 埼玉県
  - 三郷市
  - 八潮市
  - 草加市

### 交差する道路

#### 本線
| 交差する道路                                  | 交差する道路                                  | 交差点名     | 交差点名 | 交差点名 |
| --------------------------------------------- | --------------------------------------------- | ------------ | -------- | -------- |
| 千葉県道1号市川松戸線・市川方面               |                                               |              |          |          |
| 国道6号(水戸街道)                             | 国道6号(水戸街道)                             | 松戸二中前   | 千葉県   | 松戸市   |
| 千葉県道5号松戸野田線                         | 千葉県道5号松戸野田線                         | （名称なし） | 千葉県   | 松戸市   |
| 千葉県道401号松戸野田関宿自転車道線           | 千葉県道401号松戸野田関宿自転車道線           | （名称なし） | 千葉県   | 松戸市   |
| 東京都道451号江戸川堤防線                     | 東京都道451号江戸川堤防線                     | 葛飾橋西詰   | 東京都   | 葛飾区   |
| 東京都道471号金町線                           | 東京都道471号金町線                           | 東金町5丁目  | 東京都   | 葛飾区   |
| 国道298号                                     | 国道298号                                     | 高洲4丁目西  | 埼玉県   | 三郷市   |
| 埼玉県道21号三郷松伏線                        | 埼玉県道21号三郷松伏線                        | 高洲2丁目    | 埼玉県   | 三郷市   |
| 国道298号                                     | 国道298号                                     | 高洲交番前   | 埼玉県   | 三郷市   |
| 埼玉県道295号松戸三郷線（旧松戸三郷有料道路） | 埼玉県道295号松戸三郷線（旧松戸三郷有料道路） | 鷹野5丁目東  | 埼玉県   | 三郷市   |
| 国道298号                                     | 国道298号                                     | 鷹野小学校前 | 埼玉県   | 三郷市   |
| 埼玉県道67号葛飾吉川松伏線                    | バイパス                                      | 戸ヶ崎交番北 | 埼玉県   | 三郷市   |
| 埼玉県道67号葛飾吉川松伏線                    | 埼玉県道67号葛飾吉川松伏線                    | 戸ヶ崎       | 埼玉県   | 三郷市   |
| 埼玉県道116号八潮三郷線                       | 埼玉県道116号八潮三郷線                       | 大瀬北       | 埼玉県   | 八潮市   |
| 埼玉県道102号平方東京線                       | 埼玉県道102号平方東京線                       | 中央交番前   | 埼玉県   | 八潮市   |
| 埼玉県道115号越谷八潮線                       | 埼玉県道115号越谷八潮線                       | 八幡小前     | 埼玉県   | 八潮市   |
| バイパス                                      | バイパス                                      | （名称なし） | 埼玉県   | 八潮市   |
| 埼玉県道49号足立越谷線                        | 埼玉県道49号足立越谷線                        | 吉町5丁目    | 埼玉県   | 草加市   |
| 埼玉県道104号川口草加線・川口方面             |                                               |              |          |          |

#### バイパス
| 交差する道路            | 交差する道路               | 交差点名     | 交差点名 | 交差点名 |
| ----------------------- | -------------------------- | ------------ | -------- | -------- |
| 本線                    | 埼玉県道67号葛飾吉川松伏線 | 戸ヶ崎交番北 | 埼玉県   | 三郷市   |
| 埼玉県道116号八潮三郷線 | 埼玉県道116号八潮三郷線    | 木曽根       | 埼玉県   | 八潮市   |
| 埼玉県道102号平方東京線 | 埼玉県道102号平方東京線    | 中央2丁目    | 埼玉県   | 八潮市   |
| 埼玉県道115号越谷八潮線 | 埼玉県道115号越谷八潮線    | 中央4丁目    | 埼玉県   | 八潮市   |
| 本線                    | 本線                       | （名称なし） | 埼玉県   | 八潮市   |

### 沿線にある施設
| 施設                   | 所在地 | 所在地 |
| ---------------------- | ------ | ------ |
| 松戸市立第二中学校     | 千葉県 | 松戸市 |
| 松戸市立南部小学校     | 千葉県 | 松戸市 |
| 葛飾橋病院             | 東京都 | 葛飾区 |
| 水元公園               | 東京都 | 葛飾区 |
| みさと公園             | 埼玉県 | 三郷市 |
| 三郷市立高州東小学校   | 埼玉県 | 三郷市 |
| 吉川警察署高州交番     | 埼玉県 | 三郷市 |
| 三郷市消防本部南分署   | 埼玉県 | 三郷市 |
| 三郷市立戸ヶ崎小学校   | 埼玉県 | 三郷市 |
| 吉川警察署戸ヶ崎交番   | 埼玉県 | 八潮市 |
| 埼玉県立八潮南高等学校 | 埼玉県 | 八潮市 |
| 八潮市立潮止小学校     | 埼玉県 | 八潮市 |
| 八潮市水道部           | 埼玉県 | 八潮市 |
| 八潮中央公園           | 埼玉県 | 八潮市 |
| 八潮市役所             | 埼玉県 | 八潮市 |
| ヤマダ電機             | 埼玉県 | 八潮市 |
| しまむら               | 埼玉県 | 八潮市 |
| 吉野石膏草加工場       | 埼玉県 | 八潮市 |
| レンゴー八潮工場       | 埼玉県 | 八潮市 |
| ぺんてる草加工場       | 埼玉県 | 草加市 |

## ギャラリー

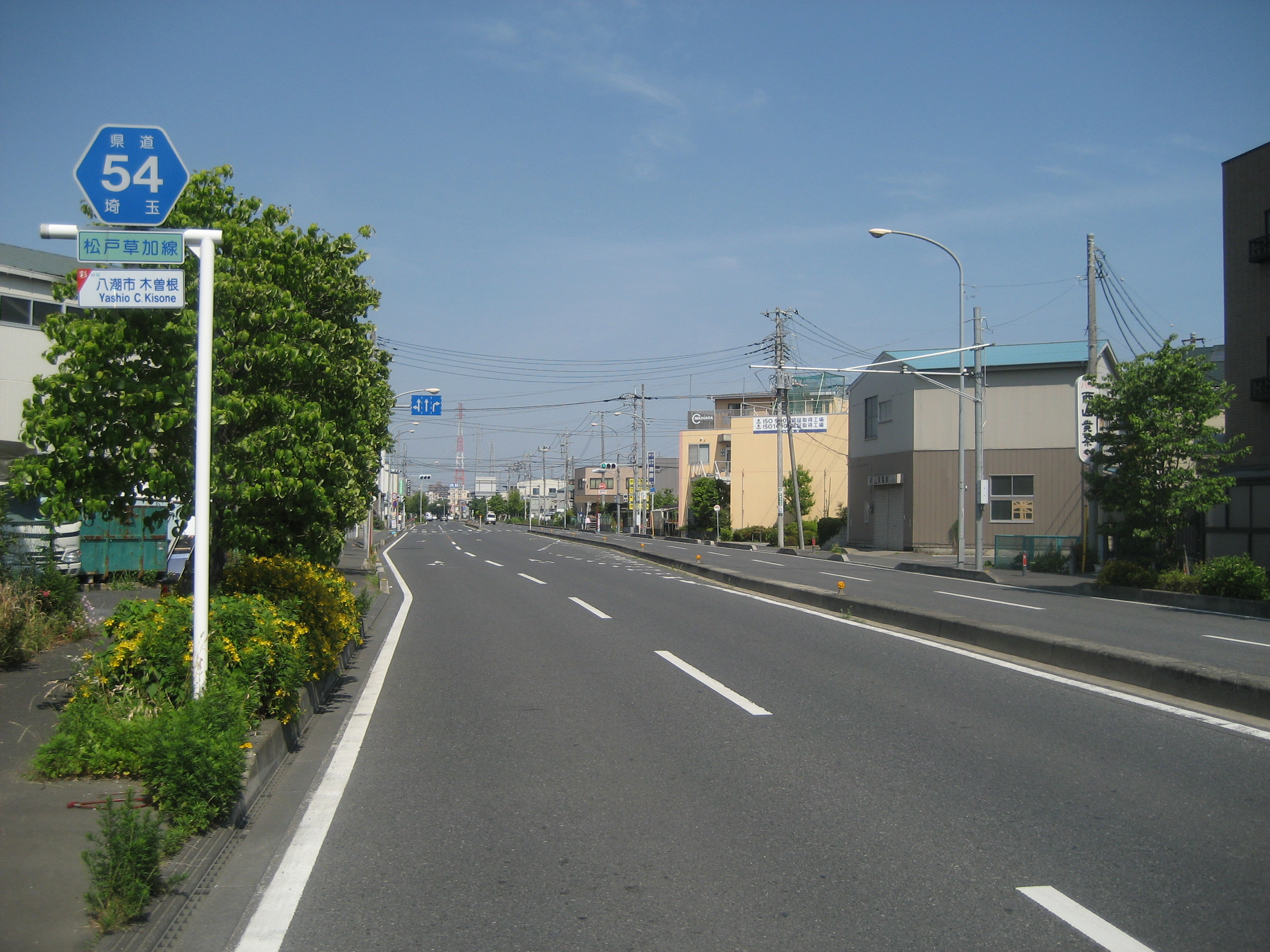
八潮市木曽根付近
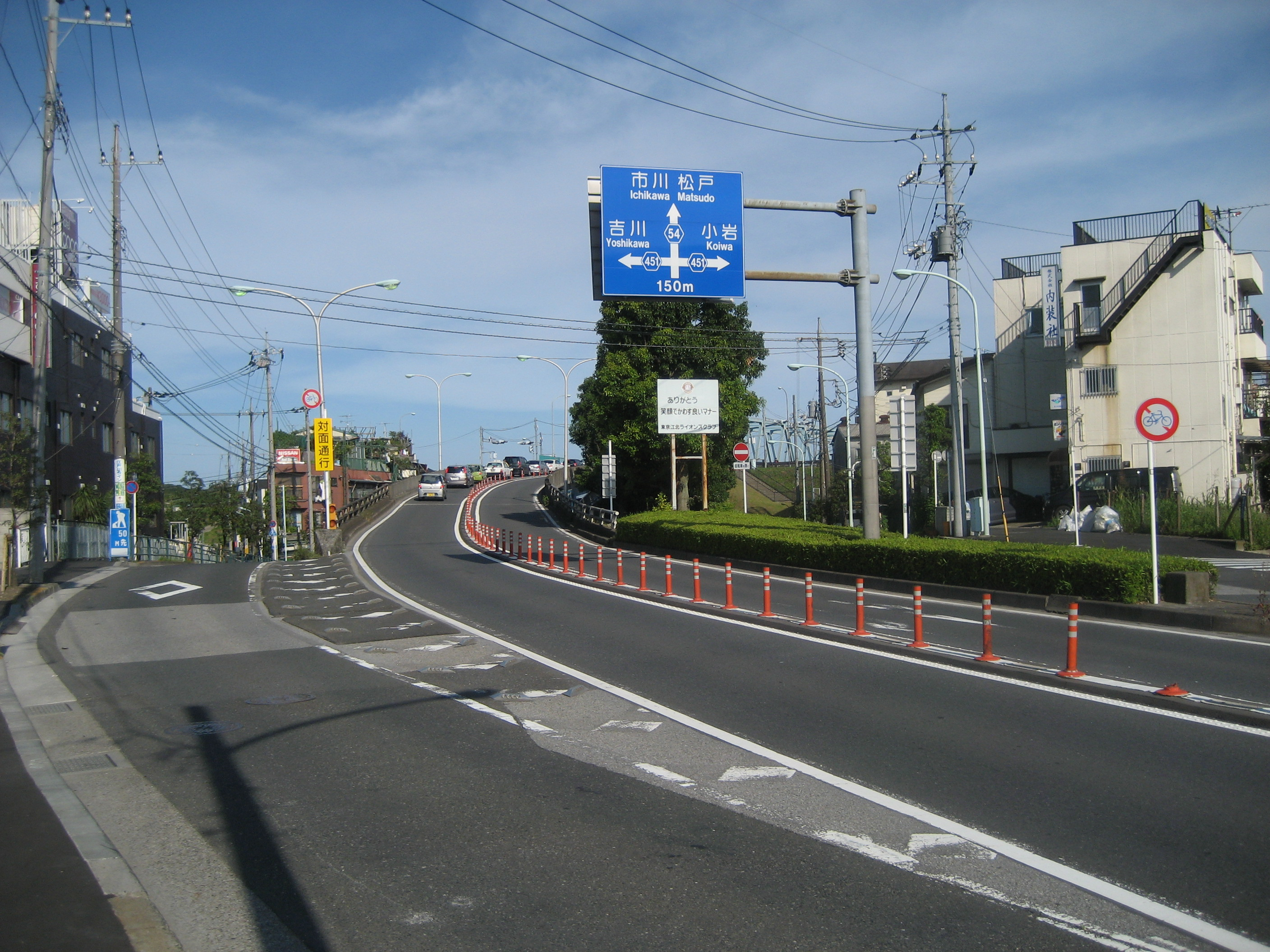
葛飾区東金町付近
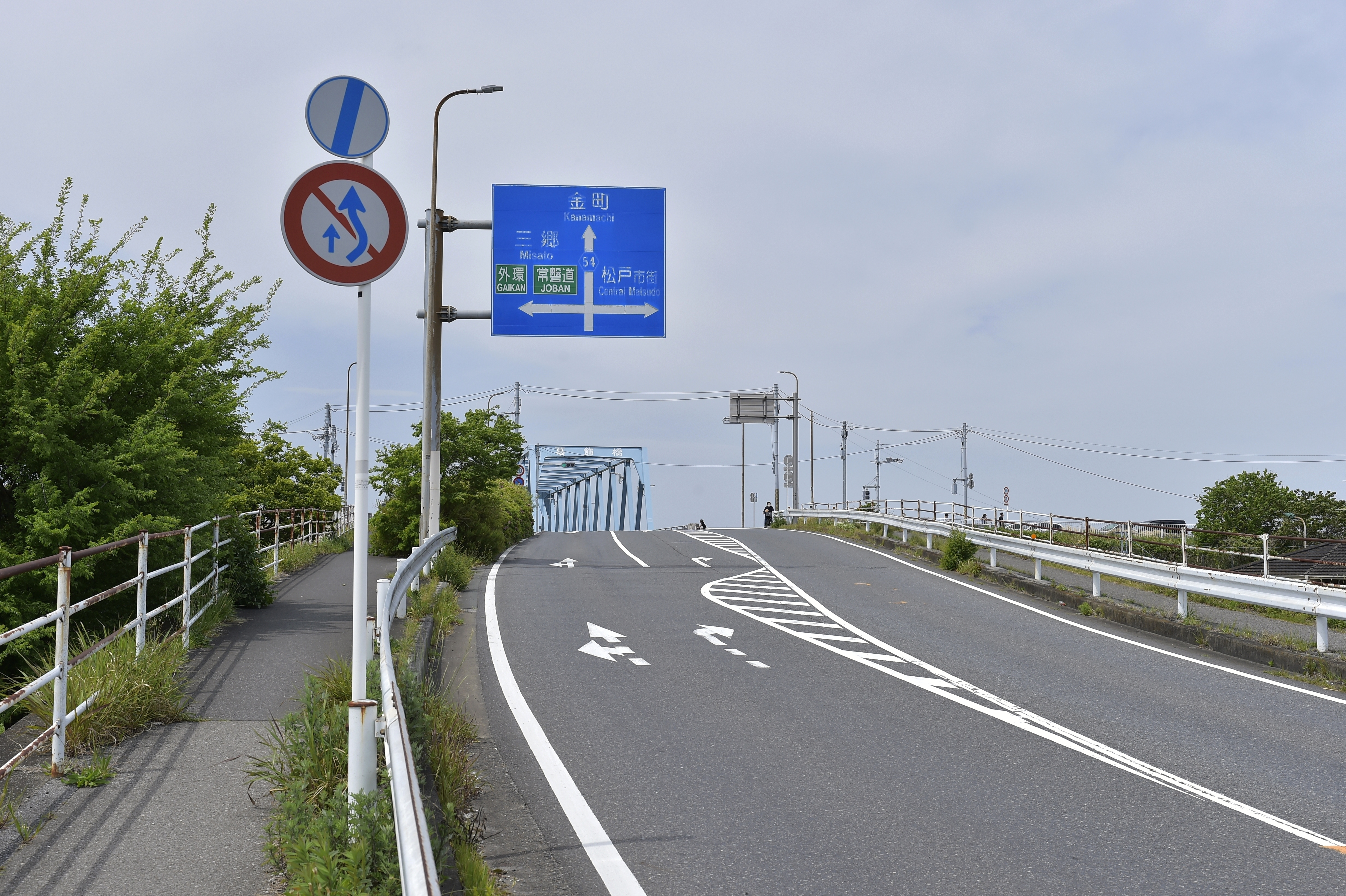
松戸市小山付近
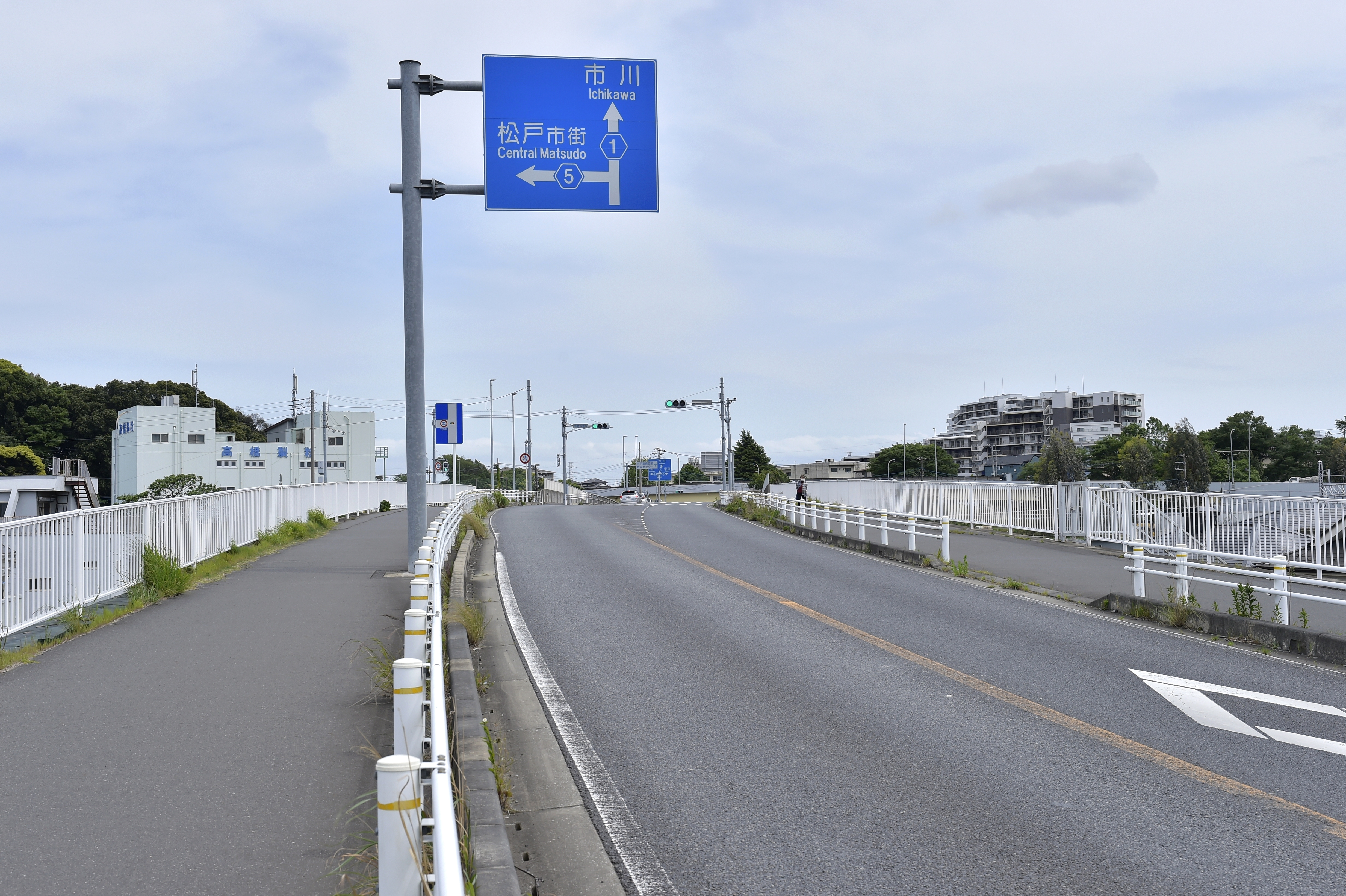
起点付近